# جورج بال (دبلوماسي)
جورج ويلدمان بول (بالإنجليزية: George Wildman Ball) (و.21 ديسمبر 1909 - 26 مايو 1994) دبلوماسي ومصرفي أمريكي. شغل منصب سفير الولايات المتحدة إلى الأمم المتحدة من 26 يونيو 1968 وحتى 30 سبتمبر 1968.

## روابط خارجية
- جورج بال على موقع مونزينجر (الألمانية)